# Hoverla (sídlo)
Hoverla, ukrajinsky Говерла, je osada obce Luhy, v bohdanské vesnické komunitě (hromadě), v okrese Rachov, v Zakarpatské oblasti na Ukrajině. V roce 2025 zde žilo 436 obyvatel.